# Franz Komnick
Franz Komnick (ur. 27 listopada 1857 w Tropiszewie, zm. 1 grudnia 1938 w Elblągu) – przedsiębiorca niemiecki, konstruktor samochodów, zasłużony dla Elbląga przemysłowiec. 

## Pierwsza firma Komnicka
Komnick był samoukiem, swoją edukację rozpoczął od terminowania w kuźni swojego ojca w Tropiszewie. W wieku kilkunastu lat wyruszył w podróż po Europie, a po powrocie zainwestował zarobione pieniądze w warsztat mechaniczny w Lubieszewie koło Nowego Stawu. W czasie wielkiej powodzi z roku 1888 jako konstruktor amator zbudował stosunkowo prostą, lecz niezwykle potężną pompę wodną, która została wzniesiona na obrzeżach Elbląga. Rząd królewski w Gdańsku zamówił następnie u Komnicka tyle pomp tego typu, ile mógł dostarczyć. W ten sposób równiny zalewowe zostały osuszone przed rozpoczęciem cieplejszego sezonu i wyeliminowano ryzyko epidemii malarii, a sam konstruktor bardzo się wzbogacił.

## Rozkwit firmy w Elblągu
W 1898 roku Franz Komnick przybył do Elbląga i kupił Hotopsche Maschinenfabrik, w którym w tym czasie zatrudnionych było około 50 pracowników. Pod jego kierownictwem fabryka znacznie się rozwinęła.
W 1906 roku otworzył pierwszą na wschodzie fabrykę samochodów Automobilfabrik Komnick AG na terenie prowadzonej przez niego fabryki, usytuowanej nad rzeką i przy linii kolejowej. Zlokalizowana była pomiędzy obecnymi ulicami Fabryczną, Malborską i Dojazdową. Produkował zarówno auta osobowe, dostawcze, sportowe i autobusy. Syn przemysłowca Otto Komnick często startował w wyścigach samochodowych na autach z fabryki swojego ojca. Samochody Komnicka zwyciężyły dwukrotnie w wyścigach w Rosji w 1911 i 1912 r. pokonując dystans 6800 km na rosyjskich drogach wiejskich i ścieżkach stepowych. Były najlepiej wykwalifikowanymi i najszybszymi pojazdami, które otrzymały sześć pierwszych nagród. Przyniosło to prestiż i uznanie wyrobów z fabryki Komnicka. 
Oprócz aut, fabryka produkowała maszyny rolnicze, pługi samobieżne, pompy i prefabrykaty budowlane. Konstrukcja pługów silnikowych była oparta na doświadczeniu, jakie fabryki Komnick miały już przy produkcji pługów parowych, dzięki czemu pługi silnikowe Komnicka szybko zyskały poważaną reputację. Pługi 3 i 4 skibowe były budowane dla dziennej wydajności 12-20 akrów, a te z 6 ostrzami dla dziennej wydajności od 20 do 30 akrów.
I wojna światowa wymusiła zmiany w produkcji. Zamiast aut dla cywili, fabryka Komnicka, jak wszystkie inne zakłady w Niemczech musiała przestawić się na produkcję na potrzeby wojny. W Elblągu powstawały głównie pługi samobieżne, samochody pancerne oraz ciężarówki z ładunkiem od 3 do 5 ton. 
Po przegranej Niemiec w I wojnie światowej nabył zakład koło byłego lotniska, w miejscu obecnej szkoły wyższej EUH-E, który również został przekształcony w fabrykę maszyn. Podczas remontu starych budynków odnaleziono tam napisy Franz Komnick und Söhne AG. 
Rozbudowane obiekty były wyposażone w duży park najnowszych obrabiarek i elektrownię do prądu trójfazowego i prądu stałego o wartości ponad czterech tysięcy koni mechanicznych. Zbudowano także odlewnię stali, która zajmowała powierzchnię 5000 metrów kwadratowych.  Obie fabryki miały łączną powierzchnię ponad 350 000 metrów kwadratowych i zatrudniały około 5000 pracowników przyjętych na zmiany dzienne.

## Kryzys finansowy lat dwudziestych
Przegrana Niemiec bardzo mocno wstrząsnęła niemiecką gospodarką. Kryzys nie ominął praktycznie żadnej firmy, łącznie z przedsiębiorstwem Komnicka. W roku 1920 podjęto próbę ratowania fabryki, przekształcając fabrykę samochodów w spółkę akcyjną o kapitale zakładowym wynoszącym pięćdziesiąt milionów marek. Komnick był jedynym członkiem zarządu i utrzymywał znaczną większość udziałów w swoim posiadaniu. Fabryka maszyn wraz z innymi nowymi obiektami na byłej bazie lotniczej pozostały jego prywatną własnością. Jednak zaprzestanie udzielania pożyczek przez banki sprawiło, że firma została postawiona w stan likwidacji. Decyzję podjęto w roku 1922.
Po tym fakcie Komnick otworzył nową firmę Franz Komnick und Söhne AG (pl. Franz Komnick i synowie) i zajął się naprawą samochodów i maszyn rolniczych. W roku 1931 hale fabryczne przy obecnej ulicy Dojazdowej przejęła brunszwicka firma Bussig NAG, tworząc w Elblągu Zakład Frabryczny pod nazwą Elbląg - Zakład Wschód (niem. Werk Ost). Nadal produkowano tu pługi samobieżne i autobusy miejskie. Pod koniec wojny pracę miało tu około 1000 robotników.

## Czasy III Rzeszy
Po dojściu Hitlera do władzy przemysł w Niemczech odżył, a w szczególności przemysł ciężki, który potrzebny był władzom III Rzeszy do odbudowy potęgi militarnej. Fabryka przy ulicy Lotniczej otrzymała zamówienia na produkcję części do czołgów (sprzęgła) oraz nadwozi do samochodów pancernych.

## Śmierć przemysłowca
Franz Komnick zmarł w grudniu 1938 roku. Został pochowany na cmentarzu ewangelickim przy ul. Sadowej w Elblągu. Jego nagrobek zachował się do dziś. W 2008, w 70 rocznicę jego śmierci, nastąpiła ekshumacja jego zwłok i przeniesiono je do lapidarium.    

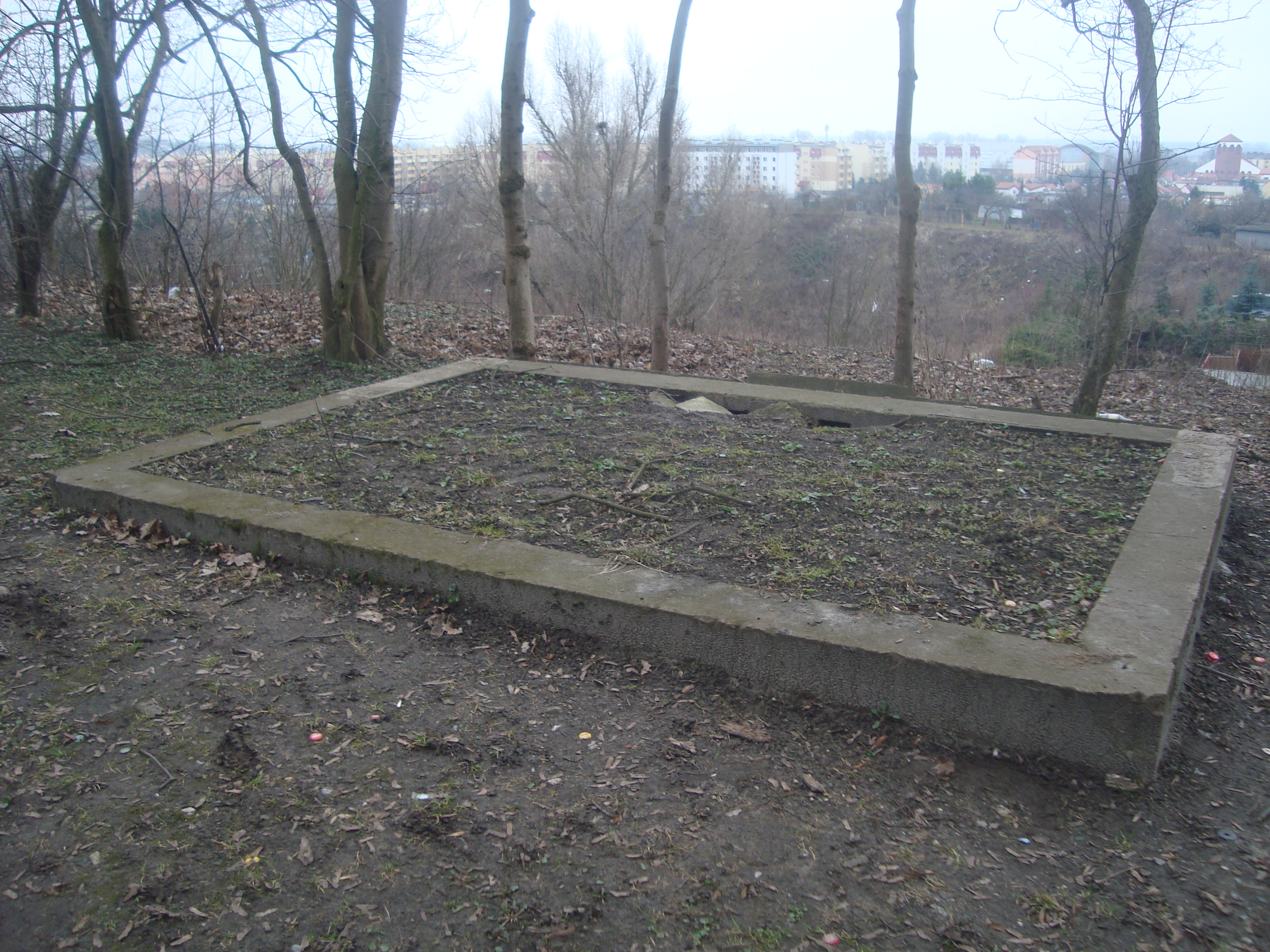
Byłe, do 2008 roku, miejsce pochówku Franza Komnicka na cmentarzu ewangelickim w Elblągu

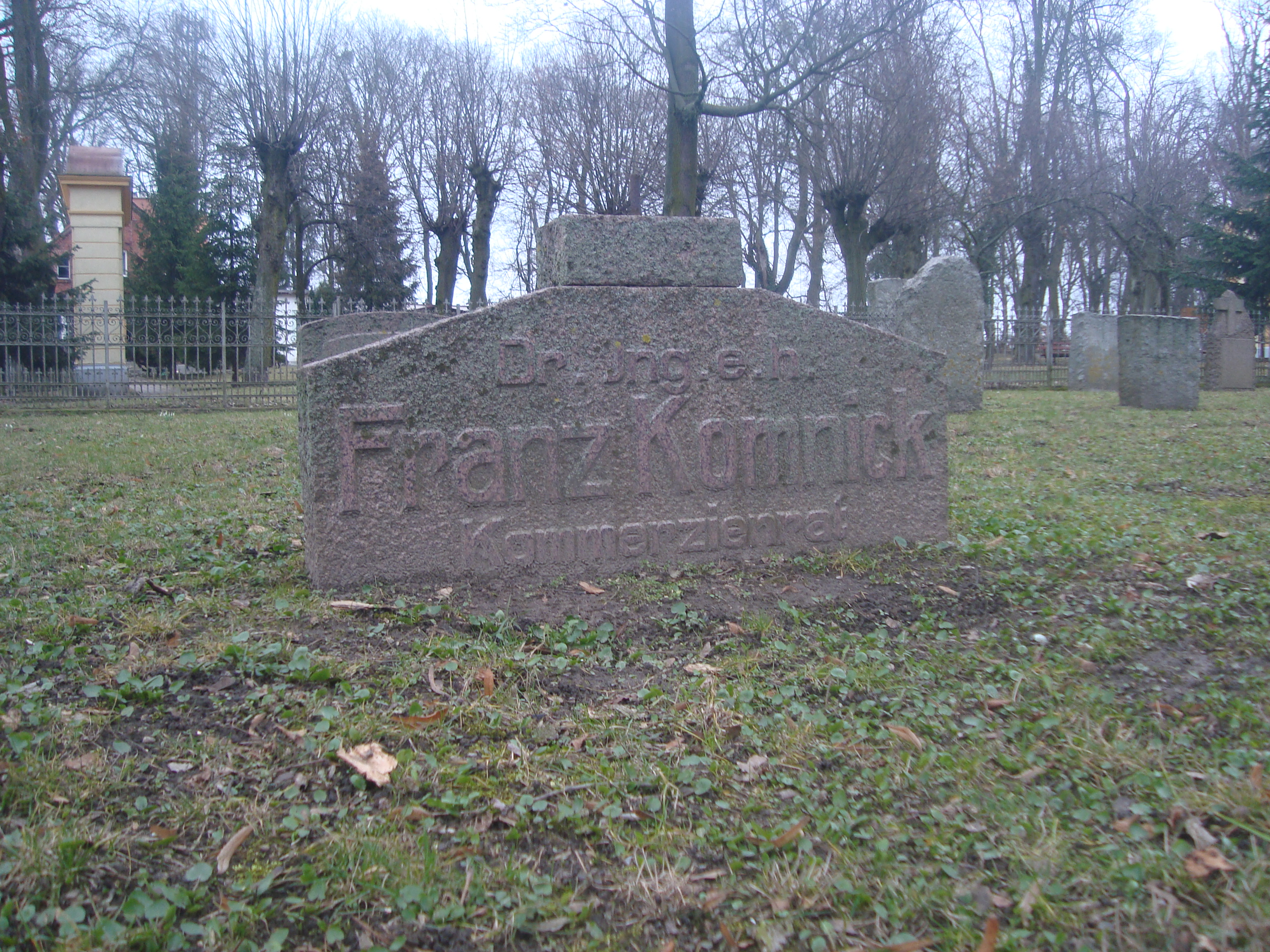
Obecny grób Franza Komnicka w lapidarium na cmentarzu ewangelickim w Elblągu, po ekshumacji, która nastąpiła w 2008 r